# Frank Melloul
Pour les articles homonymes, voir Melloul.
Frank Melloul, né le 2 juillet 1973 à Fribourg (Suisse), est une personnalité franco-suisse du monde politique et des médias.
Ancien conseiller pour la communication du Premier ministre français Dominique de Villepin, il a été directeur de la stratégie, du développement et des affaires publiques de l'Audiovisuel extérieur de la France, regroupant France 24, Radio France internationale, Monte Carlo Doualiya et la TV partenaire TV5 Monde. Il préside depuis 2013 la chaîne d'information internationale i24news.

## Biographie

### Origines et famille
Frank Melloul naît le 2 juillet 1973 à Fribourg, en Suisse. Il est binational franco-suisse.
Son père, français, est physiothérapeute ; sa mère, également de nationalité française, est psychomotricienne. Il a un frère, devenu chirurgien et chef de clinique à l'Hôpital cantonal de Fribourg.
Il est marié.

### Formation et service militaire
Il passe son enfance à Fribourg, dans le quartier de Beaumont. À l'âge de 15 ans, il déménage à Lausanne, où il étudie au gymnase.
Il étudie à la faculté de droit de Genève et à l'Institut universitaire de hautes études internationales de Genève. Il poursuit ses études à Paris, où il obtient un master en négociations internationales en 2000.
Il accomplit son école de recrues à Moudon, dans le canton de Vaud, au sein des troupes sanitaires.

### Politique
À la fin de ses études, il entre au ministère des Affaires étrangères et européennes en 2001 comme chargé de mission auprès du directeur des affaires stratégiques, de la sécurité et du désarmement, en qualité de rédacteur sur le dossier « Gestion de crise et Politique européenne de sécurité et de défense » ; il est ensuite nommé conseiller, chargé de la communication et des relations avec la presse au cabinet de la ministre déléguée aux Affaires européennes, Noëlle Lenoir (2002-2003). Il rejoint ensuite le Quai d'Orsay (2003-2004) comme adjoint au porte-parole, chargé des questions : affaires stratégiques, sécurité, désarmement, terrorisme, Proche-Orient, Afrique du Nord, Nations unies pendant la crise irakienne[source secondaire souhaitée].
En avril 2004, il rejoint le cabinet du ministre de l'Intérieur, de la sécurité intérieure et des libertés locales, Dominique de Villepin, comme conseiller presse et communication sur les questions internationales en pleine lutte contre le terrorisme international. Il le suit à Matignon où il devient son conseiller, chargé de la communication et des relations avec la presse de 2005 à 2007,,,.
Frank Melloul a contribué de mars 2009 à juin 2009 à la réflexion de la mission AfPak (en) (Afghanistan-Pakistan) au ministère des Affaires étrangères et européennes[source secondaire souhaitée], comme Conseiller auprès du représentant spécial pour l'Afghanistan et le Pakistan, Pierre Lellouche. Il devient ensuite directeur de cabinet du secrétaire d’État aux Affaires européennes de juin à août 2009[source secondaire souhaitée], afin de mettre en place sa feuille de route.
En juin 2010, Xavier Bertrand, secrétaire général de l’UMP, lui confie une mission sur le développement de l’influence de la France sur la scène internationale,,,,, chargé d’établir un état des lieux et de définir une stratégie d’influence pour la France sur la scène internationale. Dans son rapport remis le 12 octobre 2010, il propose des pistes de réflexion et établit une liste de recommandations diplomatiques.

### Médias
Après ses études en Suisse, il est brièvement animateur de radio à Radio Nostalgie Suisse et à Lausanne FM.
Nommé directeur de la stratégie et du développement international de la chaîne d’actualité internationale France 24 (mai 2007 à juin 2008), il devient ensuite directeur de la stratégie, du développement et des affaires publiques de la holding Audiovisuel extérieur de la France (AEF) en juillet 2008 et est nommé,,,, en février 2012 patron du pôle stratégie, recherche et business développement international de l'entreprise fusionnée, sur la réflexion stratégique de l'influence des médias internationaux français auprès d'Alain de Pouzilhac, PDG de l'AEF.
Il crée un groupe de contact des « stratèges » des médias internationaux qui réunit régulièrement les patrons de la stratégie de la BBC, de la Deutsche Welle, du Broadcasting Board of Governors et de Radio Netherland Worldwide.
Le 22 août 2012, il dépose sa candidature pour la présidence de l'AEF (Audiovisuel Extérieur de la France) auprès du CSA, à la suite de la démission d'Alain de Pouzilhac, mais c'est la candidature de Marie-Christine Saragosse qui est retenue et Frank Melloul est écarté, avant même l'arrivée officielle de la nouvelle patronne.
En 2012, il se voit confier la présidence et direction de la chaîne d’info internationale I24news, qui émet depuis juillet 2013 en français, anglais et arabe.

### À la tête d'i24News
Frank Melloul devient en 2012  le PDG d'i24News dès la préparation de son lancement sous l'impulsion de Patrick Drahi, qui en est le fondateur. Selon lui, i24NEWS a pour vocation d'apporter « un autre regard que celui d'Al-Jazeera », depuis le cœur du Moyen-Orient,. Il fait son alya en janvier 2013. Il nomme Paul Amar directeur de l'information d'i24NEWS en septembre 2015.
Frank Melloul est nommé, sous la présidence d'Alain Weill, PDG d'i24News. Il a pour mission de réussir l'arrivée prochaine d'i24NEWS aux États-Unis. Il nomme Robert Wheelock (ex-ABC), David Shuster (ex-MSNBC America) et Dan Raviv (ex-CBS) Michelle Makori (ex-CNN) à la tête de sa nouvelle équipe de journalistes basée aux États-Unis.
Parallèlement, il mène une campagne de lobbying afin de permettre la diffusion d'i24News en Israël, auprès des autorités de régulations,. À cause de la loi israélienne, en 2017 le seul pays dans lequel la chaîne ne peut pas émettre est Israël. La Knesset approuve finalement la demande de Frank Melloul en mai 2017.

### Aérospatial
En juillet 2021, Frank Melloul est nommé au conseil d'administration de SpaceIL, à la suite de l'annonce par l'organisation du lancement de la mission Beresheet 2, dans le cadre de la compétition internationale Google Lunar X Prize. L'atterrisseur lunaire, qui sera construit par l'IAI et financé par les dons des hommes d'affaires Patrick Drahi et Morris Kahn, devrait être lancé vers la Lune en 2024,.